# Ивахив, Василий Григорьевич
Василий Григорьевич Ива́хив (укр. Василь Івахів; 1908, Подусельна — 13 мая 1943 Черныж) — украинский националистический деятель, 1-й командир УПА на Волыни (до 13 мая 1943), подполковник. Известен также под псевдонимами Сом, Рос, Сонор.

## Биография
Родился 1908 в селе Подусельна. Окончил гимназию в Рогатине, а затем старшинскую школу польской армии в ранге поручика. Во время учёбы стал активистом пластунского движения, а впоследствии — членом УВО. Уволившись из армии в запас, также сотрудничал с организациями «Сокол» и «Просвіта», стал членом Украинской Военной Организации. За подпольную деятельность польская власть трижды арестовывала его. Сидел в бережанской, золочевской, львовской тюрьмах, а в 1938-39 годах в концлагере «Берёза Картузская».
После прихода советов на Западную Украину перебрался в Краков. Здесь закончил военные курсы ОУН(б). Принимал участие во Вторых Больших Собраниях этой организации. 30 июня 1941 года во Львове состоялось провозглашение Акта провозглашения Украинского государства.
Руководил подстаршинской школой ОУН в Поморянах Львовской обл. В ней обучалось 300 юношей. Однако гестапо арестовало всех преподавателей и учеников этой школы, после чего Василий с соратниками около года провёл в львовской тюрьме, откуда был освобождён по ходатайству митрополита Андрея Шептицкого.
С лета 1942 г. Василий — военный референт провода ОУН на юго-западных украинских землях и член подпольного военного штаба, созданного при проводе ОУН(б). Ивахив, как представитель Центрального Провода ОУН, в декабре 1942 года на подпольной конференции ОУН во Львове поставил задачу организации широкомасштабной войны с гитлеровскими оккупантами, а в январе 1943 года сформировал первые воинские части ОУН-УПА на Волыни и Ровенщине. Был активным сторонником союза с бульбовцами (представители УНР) с целью совместных боевых действиях против нацистов.
По инициативе Ивахива 9 марта 1943 в селе Золотолин на Костопольщине прошли переговоры между представителями ОУН и УПА-ПС. Представителями на переговорах со стороны бульбовцев были Иван Митринга и ещё двое офицеров Петлюры. Во время переговоров обе стороны обменялись мнениями по объединению двух повстанческих формирований в совместные вооружённые силы. После двух дней переговоров было решено встретиться вновь, чтобы окончательно согласовать процесс объединения после доклада ОУН (б) «сверху». Встреча должна была состояться 14 апреля, однако не состоялась.
К 1 мая 1943 был создан высший орган военно-административной власти в УПА — Главная Команда, которую Ивахив. Во главе УПА Ивахив спланировал и организовал массовые убийства мирных поляков.

### Гибель
Погиб 13 мая 1943 вместе с Юлианом Ковальским, Семеном Снятецким и ещё семью повстанцами по причине конфликта с немецкой оккупационной администрацией в селе Черныж, неподалёку от села Колки. Руководство наградило Василия Ивахива Золотым Крестом Заслуги 1 класса (посмертно). Ему также присвоено звание подполковника.

## Память
На фасаде Рогатинской гимназии в 2017 году установили мемориальную табличку. 18 апреля 2018 на центральной площади города провели празднование 110-летия со дня рождения Васыля Ивахива. В библиотеках организовали тематические выставки литературы, часы памяти. В учебных заведениях города и района провели уроки, беседы, воспитательные часы, круглые столы, посвящённые 110-годовщине со дня рождения Васыля Ивахива. 2018 год Рогатинская районная рада провозгласила годом Васыля Ивахива.
Награждён Золотым Крестом за заслуги 1 класса (посмертно).